# Macintosh II
O Macintosh II é um computador pessoal projetado, fabricado e vendido pela Apple Computer de março de 1987 a janeiro de 1990. Baseado na CPU Motorola 68020 de 32 bits, é o primeiro Macintosh com suporte a gráficos coloridos. Quando foi lançado, um sistema básico com monitor e disco rígido de 20 MB custava US$ 5.498 (equivalente a US$ 14.750 em 2023). Com um monitor colorido de 13 polegadas e uma placa de vídeo de 8 bits, o preço era de cerca de US$ 7.145 (equivalente a US$ 19.160 em 2023). Isso o colocou em concorrência com as estações de trabalho da Silicon Graphics, Sun Microsystems e Hewlett-Packard.
O Macintosh II foi o primeiro computador da linha Macintosh sem uma tela integrada; um monitor ficava na parte superior do gabinete, como o IBM Personal Computer e o Amiga 1000. Ele foi projetado pelos engenheiros de hardware Michael Dhuey (computador) e Brian Berkeley (monitor) e pelo designer industrial Hartmut Esslinger (gabinete).
Dezoito meses após seu lançamento, o Macintosh II foi atualizado com uma CPU mais potente e vendido como Macintosh IIx. No início de 1989, o Macintosh IIcx, mais compacto, foi lançado a um preço semelhante ao do Macintosh II original e, no início de 1990, as vendas foram totalmente interrompidas. A Apple ofereceu atualizações da placa-mãe para transformar um Macintosh II em um IIx ou Macintosh IIfx.

## Desenvolvimento
Duas críticas comuns ao Macintosh desde seu lançamento em 1984 foram a arquitetura fechada e a falta de cores; os rumores de um Macintosh colorido começaram quase imediatamente.
O projeto do Macintosh II foi iniciado por Dhuey e Berkeley em 1985, sem o conhecimento do cofundador da Apple e chefe da divisão Macintosh, Steve Jobs, que se opôs as placas de expansão e às cores, alegando que as placas de expansão complicavam a experiência do usuário e as cores não estavam em conformidade com o WYSIWYG, já que as impressoras coloridas não eram comuns. Em vez disso, Jobs queria telas monocromáticas de alta resolução, como as escolhidas para seu próprio projeto "BigMac", iniciado em 1984 para desenvolver um sucessor do Macintosh.
Inicialmente chamado de "Little Big Mac", o Macintosh II recebeu o codinome "Milwaukee", em homenagem à cidade natal de Dhuey, e depois passou por uma série de novos nomes. Depois que Jobs foi demitido da Apple em setembro de 1985, o projeto Milwaukee pôde prosseguir abertamente (enquanto o projeto BigMac do próprio Jobs foi cancelado).
O Macintosh II foi apresentado na conferência AppleWorld 1987, em Los Angeles, e as remessas iniciais de baixo volume começaram dois meses depois. Vendido no varejo por US$ 5.498, o Macintosh II foi o primeiro modelo modular do Macintosh, assim chamado porque vinha em um gabinete de mesa horizontal, como muitos compatíveis com o IBM PC da época. Os computadores Macintosh anteriores usavam um design "tudo em um" com um CRT preto e branco integrado.
O Macintosh II tem compartimentos de unidade para um disco rígido interno (originalmente de 40 MB ou 80 MB) e uma segunda unidade de disquete opcional. Ele, juntamente com o Macintosh SE, foi o primeiro Macintosh a usar o Apple Desktop Bus (ADB) introduzido com o Apple IIGS para interface de teclado e mouse.
O principal aprimoramento do Macintosh II foi o Color QuickDraw em ROM, uma versão colorida das rotinas gráficas do Macintosh. O Color QuickDraw suporta qualquer tamanho de tela, profundidade de cor de até 8 bits e vários monitores. Como o Color QuickDraw está incluído na ROM do Macintosh II e depende das instruções do 68020, os sistemas anteriores não puderam ser atualizados para exibir cores.
Em setembro de 1988, pouco antes do lançamento do Macintosh IIx, a Apple aumentou o preço de tabela do Macintosh II em cerca de 20%. A AnimEigo usou o Macintosh II para legendar seus primeiros lançamentos, incluindo MADOX-01, Riding Bean e Vampire Princess Miyu.

## Hardware

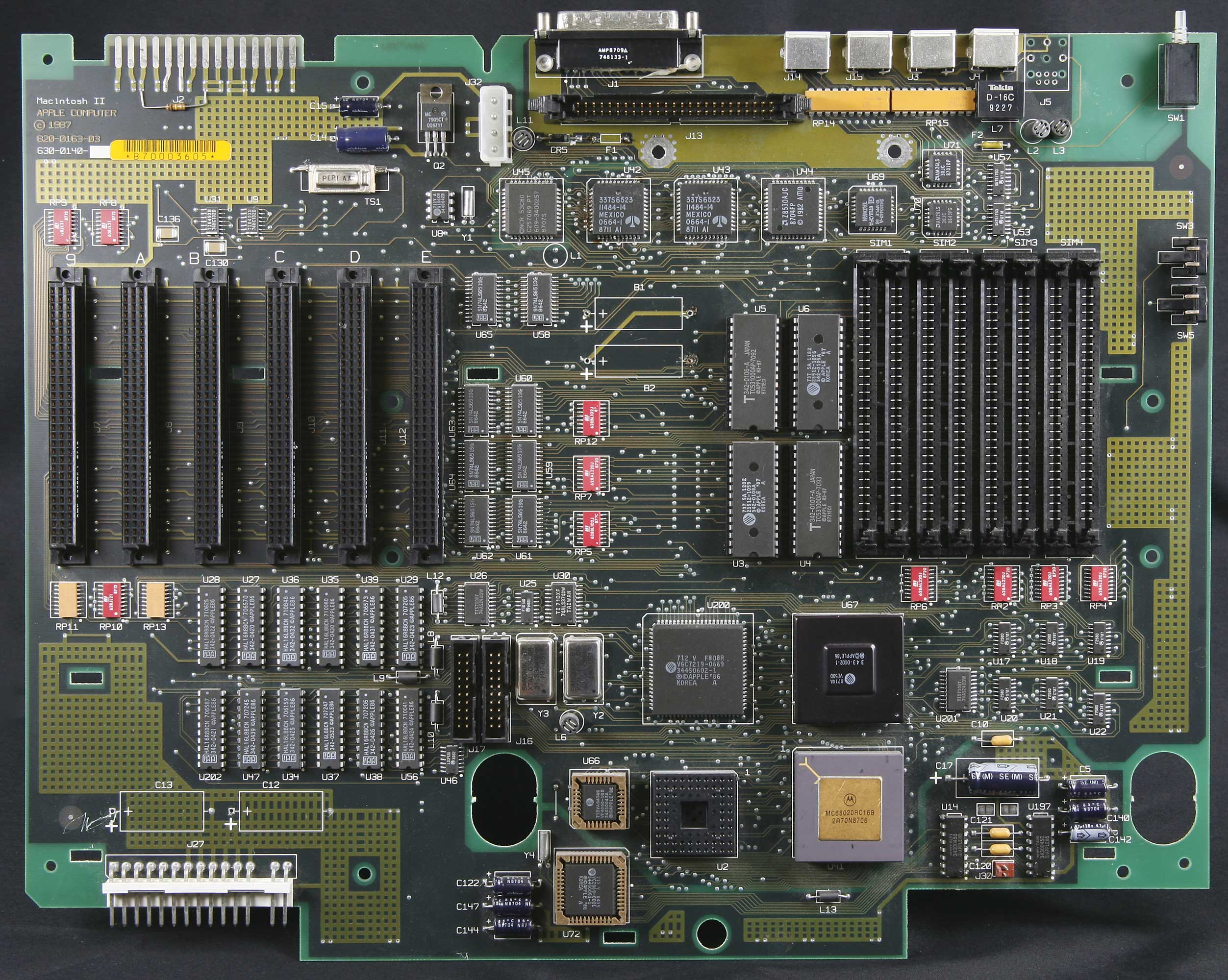
Placa-mãe do Macintosh II

- CPU: O Macintosh II foi construído com base no processador Motorola 68020 operando a 16 MHz, em conjunto com uma unidade de ponto flutuante Motorola 68881. A máquina era fornecida com um conector para uma MMU Motorola 68851 opcional, mas um "chip Apple HMMU" (chip VLSI VI475) era instalado por padrão e não era possível implementar memória virtual (em vez disso, o computador traduzia endereços de 24 bits para endereços de 32 bits para o Mac OS, que não seria limpo em 32 bits até o System 7).[22]
- Memória: A memória padrão era de 1 megabyte, expansível até 8 MB.[23] O Mac II tinha oito SIMMs de 30 pinos e a memória era instalada em grupos de quatro (chamados de "Banco A" e "Banco B"). O Macintosh II original não tinha uma PMMU por padrão. Ele dependia do hardware do controlador de memória para mapear a memória instalada em um espaço de endereço contíguo. Esse hardware tinha a restrição de que o espaço de endereço dedicado ao Banco A deveria ser maior do que o do Banco B. Embora esse controlador de memória tenha sido projetado para suportar SIMMs de 30 pinos de até 16 MB para até 128 MB de RAM, os ROMs originais do Macintosh II tiveram problemas ao limitar a quantidade de RAM que poderia ser instalada a 8 MB. As ROMs do Macintosh IIx que também foram fornecidas com a atualização do FDHD corrigiram esse problema, embora ainda não tenham um gerenciador de memória de 32 bits e não possam inicializar no modo de endereçamento de 32 bits no Mac OS (sem a ajuda do MODE32).[24] O MODE32 continha uma solução alternativa que permitia que SIMMs maiores fossem colocados no Banco B com o PMMU instalado. Nesse caso, os ROMs na inicialização pensam que o computador tem 8 MB ou menos de RAM. O MODE32 então reprograma o controlador de memória para dedicar mais espaço de endereço ao Banco A, permitindo o acesso à memória adicional no Banco B. Como isso torna o espaço de endereço físico não contíguo, a PMMU é usada para remapear o espaço de endereço em um bloco contíguo.[22]
- Gráficos: O Macintosh II inclui uma placa de vídeo compatível com uma paleta de 16,7 milhões de cores reais[25] e estava disponível em duas configurações: 4 bits e 8 bits. O modelo de 4 bits suporta 16 cores em uma tela de 640×480 e 256 cores (vídeo de 8 bits) em uma tela de 512×384, o que significa que a VRAM era de 256 KB. O modelo de 8 bits suporta vídeo de 256 cores em uma tela de 640×480, o que significa que a VRAM tinha 512 KB de tamanho. Com uma atualização opcional da RAM (que requer chips DIP de 120 ns), a versão de 4 bits suporta 640×480 em cores de 8 bits.[26] A placa de vídeo não inclui aceleração de hardware para operações de desenho.
- Tela: A Apple ofereceu a opção de dois monitores, um preto e branco de 12 polegadas e um colorido de alta resolução de 13 polegadas, mais caro, baseado na tecnologia Trinitron da Sony. Mais de um monitor podia ser conectado ao computador, e os objetos podiam ser facilmente arrastados de uma tela para a outra. Os monitores de terceiros ficaram disponíveis rapidamente. O crítico do Los Angeles Times chamou a cor de "espetacular".[17] A interface do usuário do sistema operacional permaneceu em preto e branco mesmo em monitores coloridos, com exceção do logotipo da Apple, que apareceu na cor do arco-íris.
- Armazenamento: Um disco rígido SCSI interno de 13,34 cm e 40 MB era opcional, assim como uma segunda unidade de disquete interna de 800 kilobytes e aproximadamente 9 cm.[22]
- Expansão: Seis compartimentos NuBus estavam disponíveis para expansão (pelo menos um deles tinha de ser usado para uma placa de vídeo, pois o Mac II não tinha chipset gráfico integrado e o sistema operacional não suportava inicialização sem periféricos). É possível conectar até seis monitores a um Macintosh II preenchendo todos os compartimentos NuBus com placas de vídeo. Outra opção de expansão era o Mac286, que incluía um chip Intel 80286 e podia ser usado para compatibilidade com o MS-DOS.[22] As ROMs originais do Macintosh II continham um bug que impedia o sistema de reconhecer mais de um megabyte de espaço de endereço de memória em uma placa Nubus. Todos os Macintosh II fabricados até aproximadamente novembro de 1987 apresentavam esse defeito. Isso acontecia porque o Slot Manager não era limpo em 32 bits.[27] A Apple ofereceu um recall bem divulgado das ROMs defeituosas e lançou um programa para testar se um determinado Macintosh II tinha o defeito.[27]
- Acessórios: O Macintosh II e o Macintosh SE foram os primeiros computadores da Apple, desde o Apple I, a serem vendidos sem um teclado. Em vez disso, o cliente podia escolher entre o novo teclado ADB Apple Keyboard ou o Apple Extended Keyboard como uma compra separada.[17] Os revendedores podiam incluir um teclado de terceiros ou tentar vender o Extended Keyboard, mais caro (e com maior lucro).
- Áudio: O Macintosh II foi o primeiro Macintosh a ter Chimes of Death acompanhando o logotipo Sad Mac sempre que ocorria um erro grave de hardware.[28] As novas extensões apresentadas para o Macintosh II na época foram o A/ROSE e o Sound Manager.[29][30]

## Modelos
O Macintosh II foi oferecido em três configurações. Todos os sistemas incluíam um mouse e uma única unidade de disquete de 800 KB de aproximadamente 9 cm; uma PMMU Motorola 68851 estava disponível como opcional e era necessária para a execução do A/UX.
- CPU Macintosh II: 1 MB DE RAM.
- CPU do Macintosh II 1/40: 1 MB de RAM, disco rígido SCSI interno de 40 megabytes.
- CPU do Macintosh II 4/40: 4 MB de RAM, disco rígido SCSI interno de 40 megabytes.

## Linha do tempo
| Linha do tempo dos modelos da família Macintosh II |
| -------------------------------------------------- |
|                                                    |